# Bjarni Herjólfsson
Bjarni Herjólfsson (sau Herjúlfsson) (n. 966, în Islanda - d. ?) a fost un negustor și explorator norvegian, primul european despre care se știe că ar fi descoperit continentul Americilor, pe care l-a zărit în anul 986.

## Viața
Părinții lui Bjarni au fost Herjulf, al cărui tată fusese Bard Herjólfsson, și Thorgeld. Deși a locuit în Norvegia, își vizita tatăl în fiecare vară în Islanda.

### Descoperirea Americii
Se crede despre Bjarni că ar fi primul european care a zărit America de Nord. În Saga groenlandezilor (Grœnlendinga saga) se relatează că naviga înspre Islanda pentru a-și vizita părinții, ca de obicei, doar că, ajuns în Islanda, află că tatăl său plecase cu Erik cel Roșu spre Groenlanda, așa că pornește cu echipajul său pentru a-l găsi. Dar în vara anului 985 sau 986, Bjarni este deviat de o furtună de la ruta sa, fără hartă sau busolă. Vede un țărm ce nu era Groenlanda, acoperit de munți și copaci, dar acesta refuză să oprească pentru a explora, în ciuda dorințelor echipajului. Din moment ce niciunul dintre ei nu mai fusese în Groenlanda, trebuiau s-o caute.. Deși reușește să restabilească ruta, menționează mai târziu că văzuse dealuri mici acoperite de păduri la o oarecare distanță înspre vest. Pământul părea ospitalier, dar Bjarni era nerăbdător să ajungă la destinație pentru a-și vedea părinții, așa că nu a explorat noile ținuturi. Relatează descoperirile sale atât în Groenlanda, cât și în Norvegia, dar nimeni nu părea sa fie interesat.

## Moștenire pentru Leif
Zece ani mai târziu, totuși, Leif Ericson (Leifur Eiríksson), fiul lui Erik cel Roșu, ia în serios povestirile lui Bjarni. Cumpără nava pe care o folosise acesta în călătoria sa, angajează 35 de oameni și pornește pentru a găsi ținutul. Rezultatul se crede că ar fi așezarea vikingă la L'Anse aux Meadows, în Newfoundland. Aceasta este prima încercare cunoscută a europenilor de a coloniza partea continentală a Americilor. (Insula nord-americană Groenlanda fusese colonizată mult mai devreme.)